# Cambridge Circus

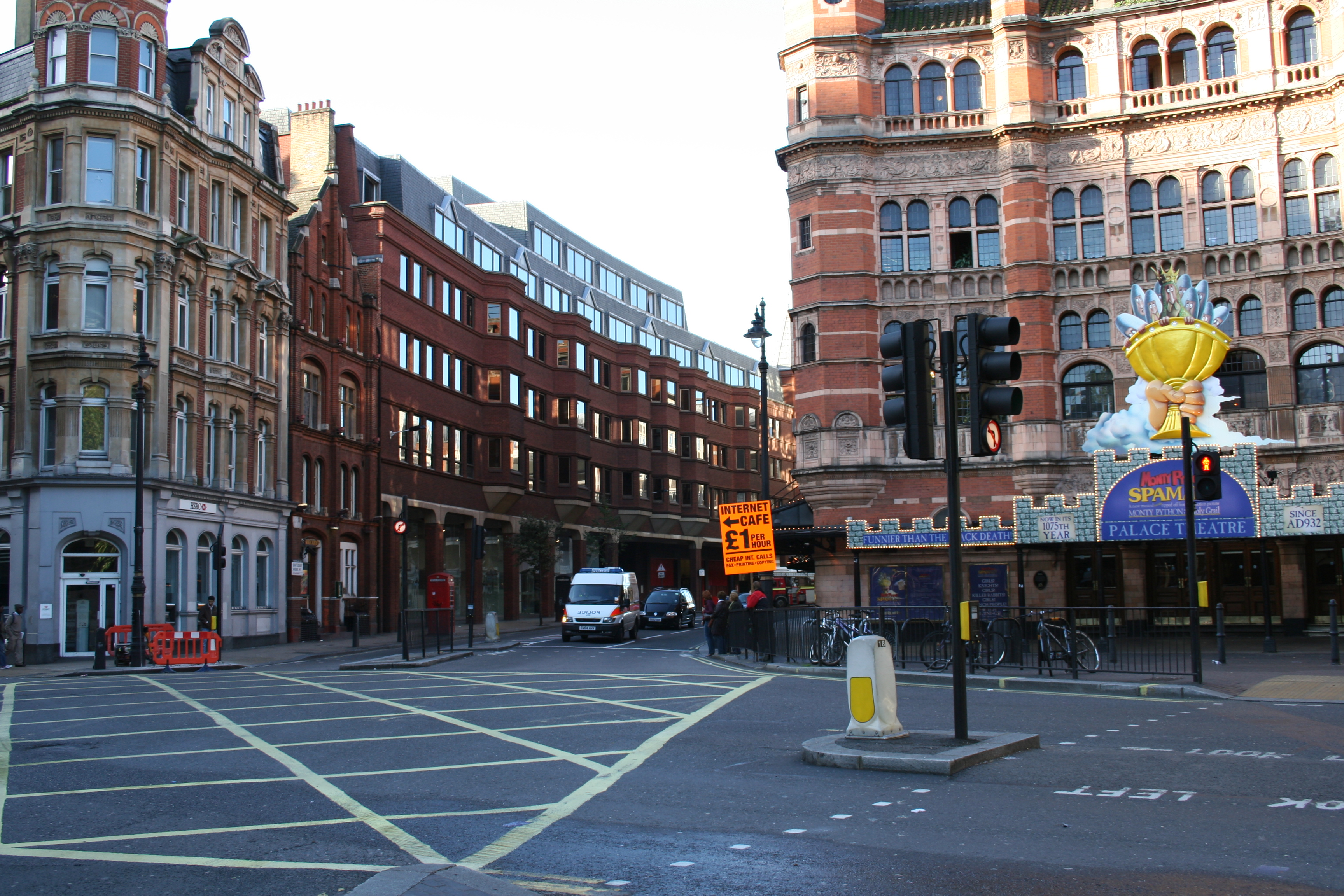
Cambridge Circus und Palace Theatre

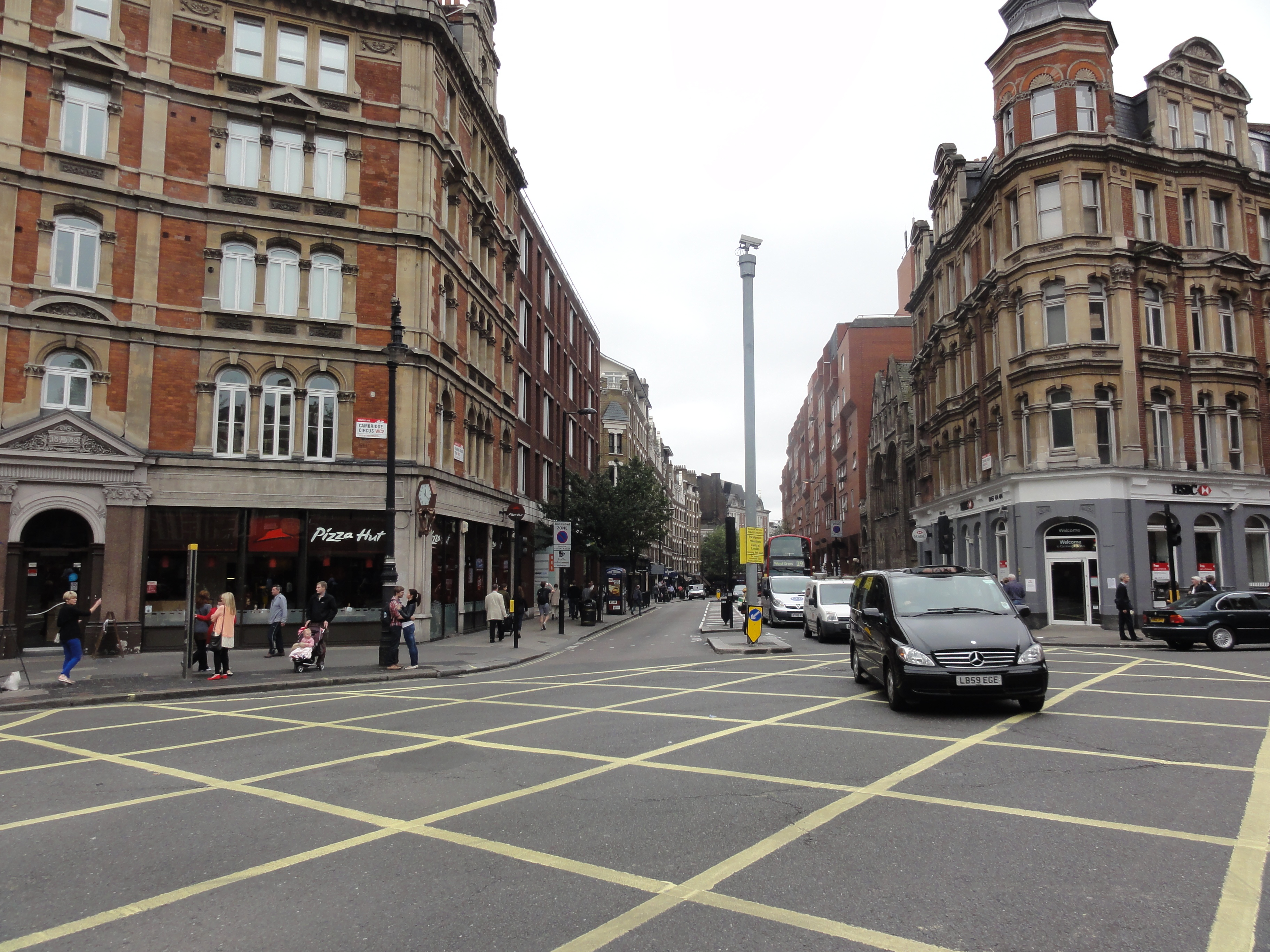
Blick nach Süden auf die Charing Cross Road

Cambridge Circus ist ein Platz im Zentrum Londons. Auf ungefähr halbem Weg zwischen den U-Bahn-Stationen Tottenham Court Road und Leicester Square treffen an der Kreuzung die Shaftesbury Avenue und die Charing Cross Road aufeinander.

## Geschichte
Der ursprüngliche Name der Kreuzung war Five Dials nach der Zahl der einmündenden Straßen. Nach der Eröffnung der Shaftesbury Avenue 1886 wurde sie in Shaftesbury Circus und später in Cambridge Circus umbenannt. Namenspate war der Duke of Cambridge, der die Charing Cross Road im Januar 1887 eingeweiht hatte. Wie der Name andeutet, handelte es sich beim Cambridge Circus ursprünglich um einen engen Kreisverkehr.
Am westlichen Ende der Kreuzung befindet sich das Palace Theatre, das im Jahr 1891 als Royal English Opera House eröffnet wurde und sich heute im Besitz von Andrew Lloyd Webber befindet. Langjährige Musicalerfolge des Palace Theatre waren The Sound of Music (1961–1967), Jesus Christ Superstar (1972–1980) und Les Misérables (1985–2004).

## Kulturelle Verweise
Cambridge Circus wurde in vielen Spionageromanen John le Carrés um den Geheimagenten George Smiley zum Hauptquartier des britischen Geheimdienstes MI6 und lieferte dessen Spitznamen The Circus. Der tatsächliche Geheimdienst befand sich jedoch niemals an diesem Ort, sondern ursprünglich nahe dem St. James’s Park und später im SIS-Gebäude an der Themse. Auf Basis der Beschreibungen des Eingangs in den Romanen verortete BBC-Korrespondent Gordon Corera den fiktiven Circus in der Charing Cross Road Nr. 90, unmittelbar nördlich des Cambridge Circus. Richard Rayner sprach auf Salon.com von einem „Topographical Joke“ („topographischen Witz“), der sich als äußerst passend herausgestellt habe, da der MI6 seine Wurzeln in Cambridge habe, aber während seiner sowjetischen Beeinflussung tatsächlich kaum mehr als ein Zirkus gewesen sei.
Cambridge Circus diente als Kulisse der Filme Die Herren Einbrecher geben sich die Ehre (1960), Match Point (2005), Slumdog Millionär (2008) sowie der Fernsehserie Dame, König, As, Spion (1979) oder dem gleichnamigen Film (2011) nach dem gleichnamigen Roman von le Carré.